# 圣若泽
圣若泽是巴西圣卡塔琳娜州的一个市镇。总面积113平方公里，总人口196887人，人口密度1742.4人/平方公里。